# CFOA 15–23
Die Lokomotiven 15–23 der Anatolischen Eisenbahngesellschaft – Société du Chemin de fer Ottoman d’Anatolie (CFOA) waren Tenderlokomotiven der Bauart 1’C n2t, die ab 1905 von Borsig an die CFOA geliefert wurden.
Bis zum Erscheinen der CFOA 251–258 (ab 1927: TCDD 37.01–08) in den 1920er Jahren beförderten sie Personenzüge ab dem Bahnhof Haydarpaşa.
1924 wurde die CFOA durch die Türkische Republik angekauft und einer türkischen Generaldirektion, der Anadolu-Bağdad Demiryolları, unterstellt. Als 1927 die Türkiye Cumhuriyeti Devlet Demiryolları (TCDD) gegründet wurde, übernahm sie noch acht Lokomotiven als 34.01–08.
Zwei Lokomotiven blieben erhalten: 34.05, 1906 unter der Fabriknummer 5894 hergestellt, im Eisenbahnmuseum Çamlık und 34.07, unter der Fabriknummer 7151 hergestellt, als Denkmal vor dem Bahnhof Istanbul Söğütlüçeşme.

## Fahrzeugserien
| CFOA-Nummern | Anzahl | Fabriknummern | Baujahr |
| ------------ | ------ | ------------- | ------- |
| 15–17        | 3      | 5474–5476     | 1905    |
| 18–20        | 3      | 5892–5894     | 1906    |
| 21–23        | 3      | 7150–7152     | 1907    |